# UHC Elch Wangen-Brüttisellen
Der UHC Elch Wangen-Brüttisellen war ein Schweizer Unihockeyverein aus Wangen-Brüttisellen. Nach der Fusion mit dem UHC Jump Dübendorf wurde er offiziell aufgelöst und seine Mitglieder in den neu entstandenen UHC Glattal Falcons integriert.

## Geschichte
Der UHC Elch Wangen-Brüttisellen wurde 1983 von Thomas Roost und Urs Wäckerlin in Zürich als UHC Elch Zürich gegründet. Bereits ein Jahr zuvor nahmen Spieler des neuen Vereines an einer vom UHC Grün-Weiss Zürich organisierten offenen Meisterschaft teil. Der Name Elch hat seinen Hintergrund im sogenannten «Elchland Schweden», das weltweit führend im Bereich Unihockey ist.
Nach der Gründung nahm der Verein an der 1983/84, damals noch vom Landhockeyverband, organisierten ersten offiziellen Meisterschaft der Nationalliga A teil. Seine bisherigen sportlichen Höhepunkte erreichte der Verein in den Jahren 1985 bis 1987, wo unter anderem ein Vizemeistertitel und eine Cup-Halbfinalteilnahme erreicht wurden. 1989 stieg der Verein in die Nationalliga B ab, die zweite Mannschaft -zuvor in der Nationalliga B beheimatet- stieg in die 1. Liga KF ab. Ein Jahr darauf erfolgte der sportliche Abstieg der Herrenmannschaft in die 1. Liga.
Jedoch konnte der Verein aufgrund einer vergessenen Anmeldung für die 1. Liga KF nicht in der Liga antreten, sondern musste einen Zwangsabstieg in die 3. und damit tiefste Liga hinnehmen. Danach kämpfte sich der Verein wieder zurück nach oben in die 1. Liga Kleinfeld. 1992 konnte man in die 2. Liga KF aufsteigen, während das Damenteam den Aufstieg in die Nationalliga B feiern konnte (das Damenteam hat sich später aufgelöst). 1993 schaffte das Herrenteam den Aufstieg in die 1. Liga, wurde aber in den zwei darauffolgenden Saison den Wiederabstieg in die 3. Liga hinnehmen. 1998 siedelte der Verein nach Wangen-Brüttisellen um, weil der grösste Teil der Mitglieder dort ansässig ist und sicherte sich 1999 der Verein mit dem Gruppensieg in der 3. Liga KF das Ticket für den Aufstieg in die neu gegründete 2. Liga Grossfeld.
Inzwischen hat sich das Unihockey in der Schweiz stark entwickelt, es wird an manchen Orten halbprofessionell und mit sechsstelligen Budgets gearbeitet, viele kleine Vereine haben mit grossen Klubs fusioniert. Der UHC Elch hat sich dieser Entwicklung lange nicht angeschlossen. Die Fusion 2018 mit dem UHC Jump Dübendorf erfolgte wegen unterschiedlich schwachen und starken Jahrgängen in diesen beiden Vereinen, die mit der Zusammenlegung besser aufgefangen werden konnten.  

## Mannschaften
Der Verein hatte zu seinen besten Zeiten über 150 Aktivmitglieder. 